# Ковальов Сергій Вікторович (український футболіст)
Сергій Вікторович Ковальов (нар. 4 лютого 1972, Кременчук) — український футболіст, що грав на позиції півзахисника та захисника. Відомий насамперед виступами за футбольний клуб «Кремінь», виступав також за низку інших українських клубів, переважно з Полтавської області.

## Клубна кар'єра
Сергій Ковальов народився у Кременчуку, і є вихованцем київського спортінтернату. Після закінчення навчання у спортінтернаті у сімнадцятирічному віці запрошений до складу луцької «Волині», у якій зіграв перші 6 матчів на професійному рівні. Після закінчення чемпіонського для «Волині» сезону 1989 року перспективний молодий футболіст запрошується до найсильнішої на той час команди України — київського «Динамо»), але у двох останніх сезонах радянського чемпіонату Сергій Ковальов грає виключно за дублюючий склад киян. Із початком розіграшу незалежного чемпіонату України Ковальов продовжує грати за динамівський дубль, який виступав у першій українській лізі. З початку 1993 року Сергій Ковальов став гравцем миронівської команди «Нива-Борисфен», що грала у перехідній лізі. Цього сезону команда виборола путівку до другої ліги, але перед початком першості миронівці об'єднались із клубом із Борисполя, і вже під назвою ФК «Бориспіль» нова команда дебютувала у другій українській лізі. Бориспільці відразу ж виграють турнір другої ліги, та виходять у першу лігу. У цій команді Ковальов був одним із основних гравців середини поля, і відіграв за сезон 27 матчів, хоча частину із них відіграв не повністю, виходячи на заміну або сам був замінений на іншого гравця.
Наступний сезон Сергій Ковальов розпочав виступами за миронівську «Ниву» у перехідній лізі, але зіграв за команду лише один матч, і перейшов до команди з рідного міста — «Кременя», який на той час грав у вищому дивізіоні українського футболу. Щоправда, у кременчуцькій команді Ковальов не завжди був основним гравцем, і протягом сезону зіграв лише 13 матчів у вищій лізі. У наступному чемпіонаті ситуація не змінилась, футболіст зіграв лише 9 матчів у вищій лізі, і частіше грав у фарм-клубі «Кременя» — «Гірнику-спорт» із Комсомольська. У середині 1996 року Сергій Ковальов перейшов до складу луцької «Волині», яка вибула з вищої ліги за результатами попереднього сезону. У луцькому клубі, який майже повністю оновив свій склад після вибуття до першого дивізіону, Ковальов цього разу став одним із основних гравців середини поля, зігравши за сезон 32 матчі у чемпіонаті України. Лучани добре розпочали чемпіонат, тривалий час були серед лідерів першості, але у підсумку зайняли 4 місце, і не зуміли повернутись до вищої ліги. Сергій Ковальов грав у Луцьку ще півроку, за яких він ще 17 разів виходив на поле у чемпіонаті України, і повернувся до «Кременя», який на той час уже вибув із вищої ліги до першої. Протягом року Ковальов грав за кременчуцький клуб, чергуючи ігри в основній команді з іграми у фарм-клубі «Гірник-Спорт». Але у кременчужан почались проблеми з фінансами, і Ковальов вимушений був покинути «Кремінь». Сезон 1999—2000 років футболіст розпочав у новоствореному друголіговому кременчуцькому клубі «Адомс», але зграв у ньому лише один матч. і догравав сезон у «Гірнику-спорті». У сезоні 2000—2001 Ковальов розпочав виступи також у комсомольському клубі, а з початку 2001 року продовжив виступи у «Адомсі». По закінченні сезону 2000—2001 Сергій Ковальов припинив виступи на професійному рівні, і нетривалий час грав за аматорські клуби — «Факел» (Варва) та кременчуцький «Кремінь-2», після чого припинив виступи на футбольних полях.

## Після завершення футбольної кар'єри
Після завершення виступів на футбольних полях Сергій Ковальов повернувся до Кременчука, та грає за місцеві ветеранські команди. У складі команди з Полтавщини «Пирятин» Сергій Ковальов став переможцем III Європейських ігор серед ветеранів з футболу в кінці 2015 року.